# Фернандес де Портокарреро, Луис Мануэль
Луис Мануэль Фернандес де Портокарреро-Боканегро-и-Москосо-Осорио (исп. Luis Manuel Fernández de Portocarrero-Bocanegra y Moscoso-Osorio; 8 января 1635, Пальма-дель-Рио, королевство Испания — 14 сентября 1709, Мадрид, королевство Испания) — испанский куриальный кардинал. Внучатый дядя кардинала Хоакин Фернандеса де Портокарреро. Вице-король Сицилии с 4 мая 1677 по март 1678. Архиепископ Толедо и примас Испании с 20 декабря 1677 по 14 сентября 1709. Кардинал in pectore с 5 августа по 29 ноября 1669. Кардинал-священник с 29 ноября 1669, с титулом церкви Санта-Сабина с 19 мая 1670 по 27 января 1698. Кардинал-епископ Палестрины с 27 января 1698 по 14 сентября 1709.